# Goddess of Love (álbum de Phyllis Hyman)
Goddess of Love es el sexto álbum de la cantante estadounidense de Soul y R&B Phyllis Hyman. Fue lanzado por Arista Records el 9 de mayo de 1983.
En 2010, el álbum fue lanzado en disco compacto por primera vez. Reel Music, un sello de la compañía Sony Music Entertainment, supervisó esta colección remasterizada e incluyó una nueva mezcla de baile adicional de "Riding the Tiger".

## Lista de Canciones
| N.º | Título                      | Duración |  |
| 1.  | «Riding the Tiger»          | 6:20     |  |
| 2.  | «Goddess of Love»           | 5:51     |  |
| 3.  | «Why Did You Turn Me On»    | 4:11     |  |
| 4.  | «Your Move, My Heart»       | 4:40     |  |
| 5.  | «Let Somebody Love You»     | 4:45     |  |
| 6.  | «Falling Star»              | 3:47     |  |
| 7.  | «We Should Be Lovers»       | 3:56     |  |
| 8.  | «Just Me and You»           | 4:37     |  |
| 9.  | «Just 25 Miles to Anywhere» | 2:32     |  |

Bonus Track de la Reedición del Reino Unido del año 2013 por SoulMusic Records

| N.º | Título                                    | Duración |  |
| 10. | «Riding The Tiger (Dance Version)»        | 8:47     |  |
| 11. | «Riding The Tiger (Versión instrumental)» | 4:17     |  |
| 12. | «Riding The Tiger (Single Version)»       | 4:12     |  |